# Lomba Tamtum
Lomba Tamtum es una localidad caboverdiana del municipio de Brava.

## Geografía
La localidad está situada en la isla Brava.

## Organización territorial
La localidad abarca los lugares y barrios de:
- Chanzinha de Ferreiros
- Ferreiro
- Lomba
- Palhal
- Porca